# 波德維斯山口

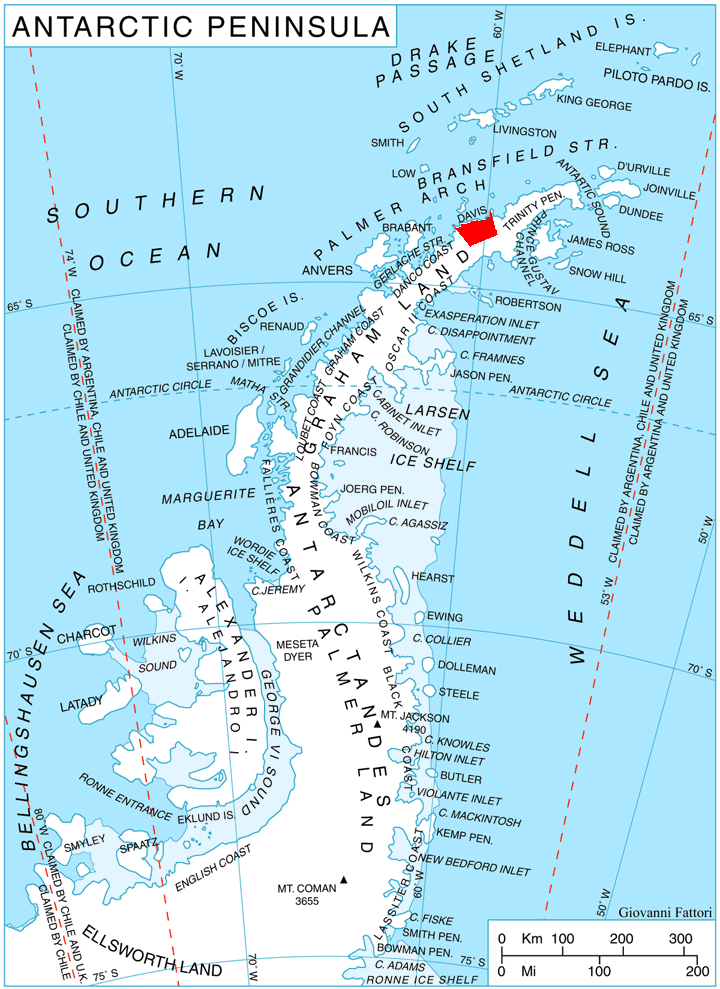

波德維斯山口（Podvis Col），是南極洲的山口，位於葛拉漢地的戴維斯海岸，全長1.6公里，處於科爾滕嶺和底特律高原之間，海拔高度1,494米，以保加利亞東南部鄉鎮命名，現時由南極條約體系管理。
63°58′51″S 59°46′39″W / 63.98083°S 59.77750°W

## 外部連結
- Trinity Peninsula. Scale 1:250000 topographic map No. 5697. Institut für Angewandte Geodäsie and British Antarctic Survey, 1996.
- SCAR Composite Antarctic Gazetteer（页面存档备份，存于）.